# Grammy Award des meilleures notes d'album
Le Grammy Award des meilleures notes d'album (Best Album Notes) est une récompense décernée lors des cérémonies annuelles des Grammy Awards décernée aux notes d'album de l'année.

## Lauréats

### Années 1960
| Année | Album                               | Ref   |
| ----- | ----------------------------------- | ----- |
| 1964  | The Ellington Era                   | [ 1 ] |
| 1965  | Mexico (Legacy Collection)          | [ 2 ] |
| 1966  | September of My Years               | [ 3 ] |
| 1967  | Sinatra At The Sands                | [ 4 ] |
| 1968  | Suburban Attitudes In Country Verse | [ 5 ] |
| 1969  | Johnny Cash At Folsom Prison        | [ 6 ] |

### Années 1970
| Année | Album                                            | Ref    |
| ----- | ------------------------------------------------ | ------ |
| 1970  | Nashville Skyline                                | [ 7 ]  |
| 1971  | The World's Greatest Blues Singer                | [ 8 ]  |
| 1972  | Sam, Hard And Heavy                              | [ 9 ]  |
| 1973  | Tom T. Hall's Greatest Hits                      | [ 10 ] |
| 1974  | God Is In The House                              | [ 11 ] |
| 1975  | The Hawk Flies                                   | [ 12 ] |
| 1975  | For The Last Time                                | [ 12 ] |
| 1976  | Blood on the Tracks                              | [ 13 ] |
| 1977  | The Changing Face Of Harlem - The Savoy Sessions | [ 14 ] |
| 1978  | Bing Crosby - A Legendary Performer              | [ 15 ] |
| 1979  | A Bing Crosby Collection, Vols. I & II           | [ 16 ] |

### Années 1980
| Année | Album                                               | Ref    |
| ----- | --------------------------------------------------- | ------ |
| 1980  | Charlie Parker - The Complete Savoy Sessions        | [ 17 ] |
| 1981  | Trilogy: Past, Present And Future                   | [ 18 ] |
| 1982  | Erroll Garner - Master Of The Keyboard              | [ 19 ] |
| 1983  | Bunny Berigan - Giants Of Jazz                      | [ 20 ] |
| 1984  | The Interplay Sessions                              | [ 21 ] |
| 1985  | Big Band Jazz                                       | [ 22 ] |
| 1986  | Sam Cooke Live At The Harlem Square Club, 1963      | [ 23 ] |
| 1987  | The Voice - The Columbia Years 1943-1952            | [ 24 ] |
| 1988  | Thelonious Monk - The Complete Riverside Recordings | [ 25 ] |
| 1989  | Crossroads                                          | [ 26 ] |

### Années 1990
| Année | Album                                                             | Ref    |
| ----- | ----------------------------------------------------------------- | ------ |
| 1990  | Bird - The Complete Charlie Parker On Verve                       | [ 27 ] |
| 1991  | Brownie - The Complete Emarcy Recordings Of Clifford Brown        | [ 28 ] |
| 1992  | Star Time                                                         | [ 29 ] |
| 1993  | Queen Of Soul - The Atlantic Recordings                           | [ 30 ] |
| 1994  | The Complete Billie Holiday On Verve 1945-1959                    | [ 31 ] |
| 1995  | Louis Armstrong - Portrait Of The Artist As A Young Man 1923-1934 | [ 32 ] |
| 1996  | The Complete Stax/Volt Soul Singles, Vol. 3: 1972-1975            | [ 33 ] |
| 1997  | The Complete Columbia Studio Recordings                           | [ 34 ] |
| 1998  | Anthology Of American Folk Music - 1997 Expanded Edition          | [ 35 ] |
| 1999  | Miles Davis Quintet 1965-1968                                     | [ 36 ] |

### Années 2000
| Année | Album                                                                                         | Ref    |
| ----- | --------------------------------------------------------------------------------------------- | ------ |
| 2000  | John Coltrane - The Classic Quartet: Complete Impulse! Studio Recordings                      | [ 37 ] |
| 2001  | Miles Davis & John Coltrane - The Complete Columbia Recordings 1955-1961                      | [ 38 ] |
| 2002  | Arhoolie Records 40th Anniversary Collection - 1960-2000 The Journey Of Chris Strachwitz      | [ 39 ] |
| 2002  | Richard Pryor...And It's Deep Too! - The Complete Warner Bros. Recordings (1968-1992)         | [ 39 ] |
| 2003  | Screamin' And Hollerin' The Blues - The Worlds Of Charley Patton                              | [ 40 ] |
| 2004  | Martin Scorsese Presents The Blues: A Musical Journey                                         | [ 41 ] |
| 2005  | The Complete Columbia Recordings Of Woody Herman And His Orchestra & Woodchoppers (1945-1947) | [ 42 ] |
| 2006  | The Complete Library Of Congress Recordings By Alan Lomax                                     | [ 43 ] |
| 2007  | If You Got To Ask, You Ain't Got It!                                                          | [ 44 ] |
| 2008  | John Work, III: Recording Black Culture                                                       | [ 45 ] |
| 2009  | Kind Of Blue: 50th Anniversary Collector's Edition                                            | [ 46 ] |

### Années 2010
| Année | Album | Ref    |
| ----- | --- | ------ |
| 2010  | The Complete Louis Armstrong Decca Sessions (1935-1946)                                                         | [ 47 ] |
| 2011  | Keep An Eye On The Sky                                                                                          | [ 48 ] |
| 2012  | Hear Me Howling!: Blues, Ballads & Beyond As Recorded By The San Francisco Bay By Chris Strachwitz In The 1960s | [ 49 ] |
| 2013  | Singular Genius: The Complete ABC Singles                                                                       | [ 50 ] |
| 2014  | Afro Blue Impressions (Remastered & Expanded)                                                                   | [ 51 ] |
| 2015  | Offering: Live At Temple University                                                                             | [ 52 ] |
| 2016  | Love Has Many Faces: A Quartet, A Ballet, Waiting to Be Danced                                                  | [ 53 ] |
| 2017  | Sissle And Blake Sing Shuffle Along                                                                             | [ 54 ] |
| 2018  | Live At The Whisky A Go Go: The Complete Recordings                                                             | [ 55 ] |
| 2019  | Voices Of Mississippi: Artists And Musicians Documented By William Ferris                                       | [ 56 ] |

### Années 2020
| Année | Album                                                                          | Ref    |
| ----- | ------------------------------------------------------------------------------ | ------ |
| 2020  | Stax '68: A Memphis Story                                                      | [ 57 ] |
| 2021  | Dead Man's Pop                                                                 | [ 58 ] |
| 2022  | The Complete Louis Armstrong Columbia And RCA Victor Studio Sessions 1946-1966 | [ 59 ] |
| 2023  | Yankee Hotel Foxtrot (20th Anniversary Super Deluxe Edition)                   | [ 60 ] |
| 2024  | Written In Their Soul: The Stax Songwriter Demos                               | [ 61 ] |
| 2025  | Centennial                                                                     | [ 62 ] |